# Eleição municipal de Ribeirão Pires em 2024
A eleição municipal da cidade brasileira de Ribeirão Pires em 2024 teve o seu primeiro turno no dia 6 de outubro desse ano, no qual serão eleitos um prefeito, um vice-prefeito e 17 vereadores que serão responsáveis pela administração da cidade paulista no mandato a se iniciar em 1 de janeiro de 2025 e com término em 31 de dezembro de 2028. O prefeito titular era Guti Volpi, eleito em 2022 por meio de uma eleição suplementar. Conforme a legislação brasileira, Volpi esteve apto a disputar a reeleição.
No pleito, o candidato Guti Volpi, do PL, foi reeleito com 28.909 votos (46,72% dos votos válidos), superando o candidato Gabriel Roncon, do PP, que obteve 27.164 votos (43,90%).

## Calendário eleitoral
| Início        | Fim           | Atividades | Status    |
| ------------- | ------------- | --- | --------- |
| 7 de março    | 5 de abril    | Janela partidária para vereadores trocarem de partido visando concorrer às eleições sem perder o mandato. | Realizado |
| 6 de abril    | 6 de abril    | Data-limite para todas as legendas e federações partidárias obterem o registro dos estatutos no TSE e para todos os candidatos terem domicílio eleitoral na circunscrição em que desejam disputar as eleições com a filiação deferida pelo partido. | Realizado |
| 15 de maio    | 15 de maio    | Início da campanha de arrecadação prévia de recursos na modalidade de financiamento coletivo para pré-candidatos, sem realização de pedidos de voto e obedecendo a regras relativas à propaganda eleitoral na Internet.                             | Realizado |
| 20 de julho   | 5 de agosto   | Realização de convenções partidárias para deliberar sobre coligações e escolher candidatos às prefeituras e aos cargos de vereador. Os partidos têm até 15 de agosto para registrar os nomes na Justiça Eleitoral.                                  | Realizado |
| 16 de agosto  | 16 de agosto  | Início das campanhas eleitorais de forma igualitária, podendo qualquer publicidade ou manifestação com pedido explícito de voto antes da data ser considerada irregular e multada.                                                                  | Realizado |
| 30 de agosto  | 3 de outubro  | Veiculação da propaganda eleitoral gratuita no rádio e na televisão. | Realizado |
| 6 de outubro  | 6 de outubro  | Realização do primeiro turno das eleições municipais. | Realizado |
| 11 de outubro | 25 de outubro | Veiculação da propaganda eleitoral gratuita no rádio e na televisão para o segundo turno. | Realizado |
| 27 de outubro | 27 de outubro | Realização de um eventual segundo turno nas cidades com mais de 200 mil eleitores em que o candidato a prefeito mais votado não tenha atingido a metade mais um dos votos válidos.                                                                  | Realizado |

## Candidatos à prefeitura
Entre os dias 20 de julho e 5 de agosto, segundo determina a lei eleitoral, os partidos definiram os seus candidatos que estão relacionados na tabela abaixo: 
| Nº | Prefeito(a)  | Prefeito(a)    | Prefeito(a)       | Vice-prefeito(a) | Vice-prefeito(a) | Vice-prefeito(a) | Vice-prefeito(a)   | Coligação                                                               |
| Nº | Candidato(a) | Candidato(a)   | Partido Federação | Candidato(a)     | Candidato(a)     | Candidato(a)     | Partido' Federação | Coligação                                                               |
| -- | ------------ | -------------- | ----------------- | ---------------- | ---------------- | ---------------- | ------------------ | ----------------------------------------------------------------------- |
| 11 |              | Gabriel Roncon | PP                |                  |                  | Amigão Dorto     | PP                 | Ribeirão Pires para Todos PP, MDB, PSB, UNIÃO e Avante                  |
| 13 |              | Renato Foresto | PT' FE Brasil     |                  |                  | Tati Tibério     | PDT                | Amor por Ribeirão FE Brasil (PT, PCdoB e PV), PDT e Federação PSOL REDE |
| 22 |              | Guto Volpi     | PL                |                  |                  | Rubão Fernandes  | Republicanos       | Experiência para Fazer Ainda Mais! PL, Republicanos, PODE, PRTB e PSD   |
| 30 |              | Ricardo Abílio | NOVO              |                  |                  | Mauro Ramos      | NOVO               | Sem coligação                                                           |